# Ermita de Valbón
La ermita de Valbón es una ermita del siglo XVI en ruinas ubicada en el municipio español de Valencia de Alcántara, en la provincia de Cáceres. Se ubica unos 3 km al sureste de la villa capital del municipio, en un cerro visible desde buena parte del término municipal.
La ermita albergaba en su origen la imagen de la que en el siglo XVII era la patrona de la villa, la Virgen de Valbón. En el siglo XVIII, la Virgen de los Remedios pasó a ser la nueva patrona y la ermita de Valbón comenzó en el siglo XIX su ruina. En la actualidad, las ruinas se utilizan principalmente como zona de senderismo, por el alto valor paisajístico del cerro: al promontorio sólo se puede acceder a pie, a través de una calzada que se conserva, aunque en mal estado, en la vertiente norte, o bien por una estrecha senda existente en la cara sur.
En 2021, la Junta de Extremadura incluyó esta ermita en el Inventario de Patrimonio Histórico y Cultural de Extremadura.

## Historia
Sobre el origen del topónimo, parece que "Valbón" procede del portugués Vale Bom, significando "Valle Bueno". Las referencias más antiguas que se conocen datan de los primeros años del siglo XVI, aunque sus orígenes históricos deben buscarse, al menos, en el siglo XV. Cabe reseñar, en este sentido, un documento del año 1622 que menciona el hallazgo milagroso de la Virgen de Valbón, en dicho paraje, lo que entroncaría con la aparición de tantas imágenes marianas que la tradición popular relaciona con la Reconquista de estos territorios en el siglo XIII. La primera cita constructiva es del año 1517, cuando se estaban ejecutando el portal de bóveda de la ermita y el coro.
De importancia es el informe redactado por los visitadores frey Pedro Manrique y frey Pedro Gutiérrez Flores, que inspeccionaron la ermita el 20 de junio de 1551. En este año, el maestro Lope de la Ordieta estaba reedificando la capilla mayor y construyendo la sacristía. Por entonces, la ermita contaba con tres altares, uno en la capilla mayor, dedicado a la imagen titular, y otros dos encomendados respectivamente a Santa Lucía y Santa Polonia. Posteriormente, con las sucesivas reformas, estas advocaciones cambiarían y los altares se convirtieron en retablos. También se describe en el año 1569, en la relación de ermitas requerida por el rey Felipe II. No tenía entonces cofradía y hacía pocos años que sus rentas se habían anexionado a la parroquia de Nuestra Señora de Rocamador. La imagen titular fue proclamada patrona de Valencia de Alcántara en 1618, siendo confirmada en 1678. Su devoción no se circunscribía sólo a la villa, sino que se extendía también a toda la comarca.
La festividad se celebraba el 8 de septiembre, día en que los oficiales del concejo y el pueblo la esperaban junto a la ermita de San Pablo. En estos tiempos, el templo era uno de los más populares de la localidad y uno de los mejor dotados, contando con ricos ornamentos, posesiones y rentas. Entre sus propiedades, se incluía el hospital de la Caridad, ubicado en la calle Fernando Fragoso. A ello hay que sumar los censos sobre casas, huertas, viñas, castañares, etc., que le generaban importantes ingresos anuales.
En el siglo XVIII, el santuario acusó los efectos de la guerra con Portugal. Hay noticia de la necesidad de reparaciones o la acometida de pequeñas obras en los años 1717, 1757 o 1782. Con el paso del tiempo, la devoción y la ermita de Valbón fueron cayendo en el olvido, siendo reemplazados por el culto a la Virgen de los Remedios, actual patrona de Valencia de Alcántara. Esta situación se prolonga en el siglo XIX, denunciando el arcipreste Barrantes su abandono. El 11 de junio de 1841, después de varios litigios, las rentas del santuario fueron cedidas a la nueva escuela de niñas como obra pía. Al parecer, la imagen titular aún permanecía en su ermita en el año 1894, pero, en 1910, se sitúa ya en la iglesia del convento de Santa Clara y actualmente se da por perdida.

## Descripción
La ermita propiamente dicha presenta una superficie aproximada de 250 m² con planta rectangular y orientación nordeste-suroeste. Exteriormente, la fábrica es de piezas de sillería bien escuadradas, dispuestas sobre un zócalo de 1’5 m de altura. El edificio se refuerza con diversos contrafuertes, en las esquinas, dos en el lateral sur y uno en la cara norte. Caños labrados (tres en el muro sur y dos en el norte) daban salida al agua de lluvia recogida en la cubierta. El modelo resulta sobrio, de escasos y estrechos vanos, en forma de aspillera, con aristas destacadas y rotundamente volumétrico, lo que otorga al edificio un marcado carácter defensivo (se cree que pudo haber tenido alguna función militar o de vigilancia, debido a su posición en altura).
A los pies del templo, se abre un potente soportal con machones de sillería y arcos de ladrillo que debían soportar un tejado a tres aguas, hoy día desaparecido. El acceso principal es muy sencillo, en arco de cantería labrada; posee el edificio otro vano de acceso más, adintelado en piedra berroqueña, en el muro del lado de la epístola. En la cara norte, se dispone la sacristía, cuya bóveda ha colapsado, y es de menor altura que la capilla mayor. Se construyó también en sillería bien labrada, con una saetera para su iluminación. La comunicación con la capilla mayor se hace a través de una portada adintelada de cantería.
Interiormente, las paredes del templo se realizaron con mampuesto. Sobre él se aplicó una capa de revoco a base de cal con encintado imitando sillería. En la actualidad, buena parte de este revoco se ha perdido, dejando a la vista el material constructivo, aunque en las zonas más altas se observan restos de la decoración pintada con ampulosos motivos vegetales.
Destacan en el interior además las bóvedas, nervadas de crucería, de las que actualmente solo se conserva la central, y en estado muy precario; habiendo colapsado las bóvedas en la capilla mayor y en el coro.
El espacio de la ermita se divide en tres tramos: coro, nave y presbiterio. El coro, prácticamente ha desaparecido, siendo visibles los arranques en los muros y la escalera para acceder a él. Tampoco se conserva el púlpito, del que solo nos ha llegado la base y su correspondiente escalera. En el segundo tramo, las paredes albergan amplias hornacinas, conservando la de la derecha restos de dos figuras policromadas de gran tamaño.
En cuanto al presbiterio, éste estaba separado de la nave por una reja (como atestiguan las guías en el suelo y los orificios en las columnas). Este espacio conserva restos que probablemente correspondan a la mesa de altar, pegados al muro, estando sobreelevados mediante un escalón. En el muro de cabecera se observa una rotura de grandes dimensiones, en el lugar en el que posiblemente se ubicaba otra hornacina más, que debió de ser expoliada.
El interior de la ermita ha sido desescombrado a principios del siglo XXI, dejando al descubierto restos del solado de barro cocido. Dentro, y sobre todo, acopiados junto al muro norte, se ha recuperado gran cantidad de materiales constructivos de granito: nervaturas, terceletes, claves, basas, etc.
Al sur de la ermita, se emplaza la casa del ermitaño, que tenía dos plantas y contaba con diversas salas, cocina, despensa, caballeriza, pajar y otras dependencias. En la actualidad, este edificio está en ruinas e invadido por la vegetación. Contaba la ermita, además, con un pozo que recogía el agua de lluvia, hacia el norte, hoy colmatado de escombros.

## Estado actual
La ermita se encuentra en avanzado estado de ruina y abandono y se conserva como un mero elemento arqueológico. Debido a ello, en julio de 2013 la asociación Hispania Nostra incluyó las ruinas en su Lista roja de patrimonio en peligro. Sin embargo, en septiembre del mismo año fue retirada de dicha lista y pasó a formar parte de la Lista Verde, ya que a partir de 2014 comenzaron a llevarse a cabo obras de restauración y limpieza de las ruinas por parte del Grupo de Arqueología y Defensa del Patrimonio de Valencia de Alcántara.
Sin embargo, a pesar de esta restauración y de que desde 2021 la Junta de Extremadura tiene incluida esta ermita en el Inventario de Patrimonio Histórico y Cultural de Extremadura, el edificio sigue necesitando obras de restauración urgentes, siendo especialmente preocupante el riesgo de colapso de la bóveda. La ermita sigue siendo nominalmente una propiedad de la diócesis de Coria-Cáceres, a pesar de su total desuso religioso.